# 逐星女角色列表
《逐星女》（英語：Stargirl，又譯《星女》）是一部美國劇情類超級英雄網絡劇集，改編自DC漫畫旗下、由傑夫·強斯和李·莫德（Lee Moder）共同創作的同名漫畫，由傑夫·強斯開創，布蕾克·貝辛格、伊薇特·蒙瑞爾、安傑利卡·華盛頓、金馬倫·蓋爾曼、特拉·羅馬諾（Trae Romano）、傑克·奧斯汀·沃克、梅格·德拉西、尼爾·傑克遜、克里斯托弗·傑姆斯·貝克、艾咪·史瑪特、盧克·威爾遜、亨特·桑塞（Hunter Sansone）和尼克·塔拉貝主演。

## 主要角色
| 演员                   | 演员 | 角色                    | 角色 | 登场季数 | 登场季数 | 登场季数        |
| 譯名                   | 英語 | 譯名                    | 英語 | 1        | 2        | 3               |
| ---------------------- | ---- | ----------------------- | ---- | -------- | -------- | --------------- |
| 布蕾克·貝辛格          |      | 寇特妮·惠特莫爾／逐星女 |      | 主演     | 主演     | 主演            |
| 伊薇特·蒙瑞爾          |      | 尤蘭達·蒙特斯／二代野貓 |      | 主演     | 主演     | 主演            |
| 安傑利卡·華盛頓        |      | 貝絲·查佩／二代午夜神醫 |      | 主演     | 主演     | 主演            |
| 卡梅倫·蓋爾曼          |      | 瑞克·泰勒／二代時俠     |      | 主演     | 主演     | 主演            |
| 特拉·羅馬諾            |      | 麥克·杜根               |      | 主演     | 主演     | 主演            |
| 傑克·奧斯汀·沃克       |      | 小亨利·金               |      | 主演     | 客串     | Does not appear |
| 梅格·德拉西            |      | 辛迪·伯曼／剃刀         |      | 主演     | 主演     | 主演            |
| 尼爾·傑克遜            |      | 喬丹·馬肯特／冰柱       |      | 主演     | 客串     | Does not appear |
| 克里斯托弗·傑姆斯·貝克 |      | 老亨利·金／腦波         |      | 主演     | 客串     | Does not appear |
| 艾咪·史瑪特            |      | 芭芭拉·惠特莫爾·杜根    |      | 主演     | 主演     | 主演            |
| 盧克·威爾遜            |      | 帕特·杜根／星條         |      | 主演     | 主演     | 主演            |
| 亨特·桑塞              |      | 卡梅倫·馬肯特           |      | 主演     | 主演     | 主演            |
| 尼克·塔拉贝            |      | 天蝕                    |      | 聲演     | 主演     | Does not appear |
| 喬爾·麥克哈爾          |      | 席維斯特·班柏頓／星俠   |      | 客串     | 常設     | 主演            |
| 尼爾·霍普金斯          |      | 勞倫斯·克羅克／運動大師 |      | 常設     | 客串     | 主演            |
| 喬伊·奧斯曼斯基        |      | 寶拉·布魯克斯／虎女     |      | 常設     | 客串     | 主演            |

### 寇特妮·惠特莫爾／逐星女

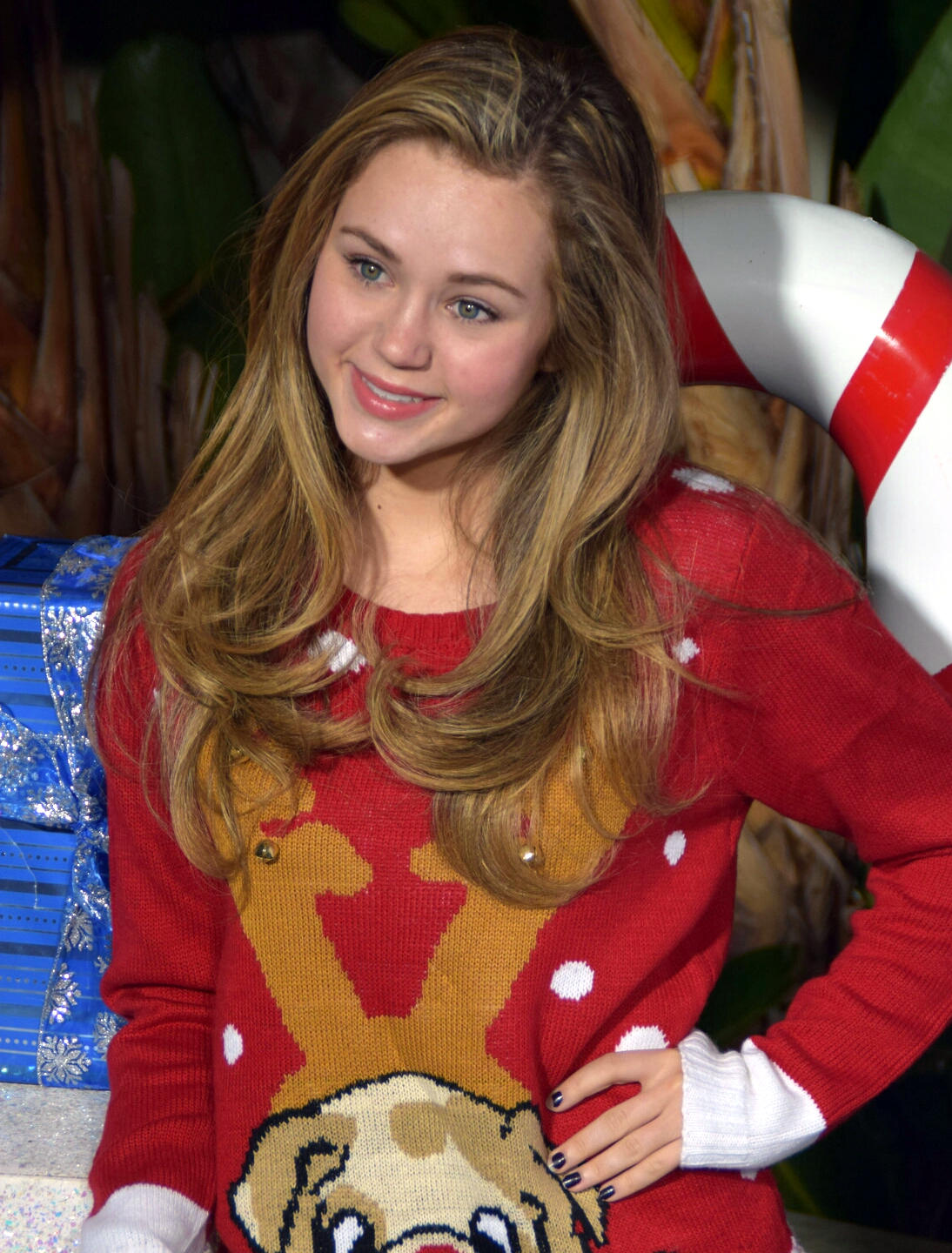
布蕾克·貝辛格領銜出演女主角寇特妮·惠特莫爾

「逐星女」寇特妮·惠特莫爾（Courtney Whitmore / Stargirl）由布蕾克·貝辛格飾演。她是一名高二女生，從洛杉磯轉學至內布拉斯加州的藍谷高中就讀。她獲得反重力武器宇宙之杖，成為超級英雄「逐星女」，並成為第二代美國正義協會的領導人。麥齊·史密斯（Maizie Smith）出演五歲的寇特妮。

### 尤蘭達·蒙特斯／二代野貓
「二代野貓」尤蘭達·蒙特斯（Yolanda Montez / Wildcat II）由伊薇特·蒙瑞爾飾演。她是藍谷高中的學生，曾經頗受歡迎，因裸照被公開致使家庭蒙羞，性格轉為內向。她是技能嫻熟的拳擊手，寇特妮的好友，成為第二代美國正義協會成員「野貓」。

### 貝絲·查佩／二代午夜神醫
「二代午夜神醫」貝絲·查佩（Beth Chapel / Doctor Mid-Nite II）由安傑利卡·華盛頓飾演。她是藍谷高中的學生，具有社交恐懼症的Nerd。主動加入寇特妮的英雄團體，成為二代午夜神醫。

### 瑞克·泰勒／二代時俠
「二代時俠」瑞克·泰勒（Rick Tyler / Hourman II）由卡梅倫·蓋爾曼飾演。他是藍谷高中的學生，「時俠」雷克斯·泰勒的兒子，性情火爆。在他七歲時，父母於車禍中喪生。偶遇寇特妮之後，被她招募成為二代時俠。波士頓·皮爾斯（Boston Pierce）出演七歲的瑞克。

### 麥克·杜根
麥克·杜根（Mike Dugan）由特拉·羅馬諾（Trae Romano）飾演。他是帕特·杜根的兒子，寇特妮的繼弟。

### 小亨利·金
小亨利·金（Henry King Jr.）由傑克·奧斯汀·沃克飾演。他是藍谷高中的橄欖球隊球員。父親陷入昏迷之後，他激發出靈能。

### 辛迪·伯曼／剃刀
「剃刀」辛迪·伯曼（Cindy Burman / Shiv）由梅格·德拉西飾演。她是「龍王」伊藤博士的女兒，小亨利·金的女友，藍谷橄欖球啦啦隊的隊長。能夠從手腕處長出利刃，擁有一套戰鬥制服和噴火武器，渴望追隨父親加入不義協會。

### 喬丹·馬肯特／冰柱
「冰柱」喬丹·馬肯特（Jordan Mahkent / Icicle）由尼爾·傑克遜飾演。他是不義協會的領導人，擁有急速冷凍超能力的精明商人，「美國夢」公司的創始人。尼爾·傑克遜起初認為「冰柱」是一個「愚蠢的名字」，聽起來像是《彩虹小馬》中的角色，但是傑克遜對該角色的詮釋使其更加可信。

### 老亨利·金／腦波
「腦波」老亨利·金（Henry King Sr. / Brainwave）由克里斯托弗·傑姆斯·貝克飾演。他是不義協會成員，擁有通靈能力並可以憑藉意志隔空移物。他是藍谷醫院知名的神經外科醫生。

### 芭芭拉·惠特莫爾·杜根
芭芭拉·惠特莫爾·杜根（Barbara Whitmore Dugan）由艾咪·史瑪特飾演。她是寇特妮的母親，帕特·杜根的妻子，就職於「美國夢」公司，並引起公司創始人喬丹·馬肯特的注意。

### 帕特·杜根／星條
「星條」帕特·杜根（Pat Dugan / S.T.R.I.P.E.）由盧克·威爾遜飾演。他是寇特妮的繼父，星俠的助手，機械維修工，他利用廢舊汽車零件製造了星條機甲。寇特妮成為逐星女之後，帕特擔當她的助手以及第二代美國正義協會成員的導師。

### 卡梅倫·馬肯特
卡梅倫·馬肯特（Cameron Mahkent）由亨特·桑塞（Hunter Sansone）飾演。他是藍谷高中的藝術生，喬丹·馬肯特的兒子，對寇特妮有好感。羅傑·戴爾·弗洛伊德（Roger Dale Floyd）出演少年時期的卡梅倫。

### 天蝕
天蝕（Eclipso）由尼克·塔拉贝飾演。

#### 席維斯特·班柏頓／星俠
「星俠」席維斯特·班柏頓（Sylvester Pemberton / Starman）由喬爾·麥克哈爾飾演。他是第一代美國正義協會成員，擁有科學家泰德·奈特創造的反重力武器宇宙之杖。麥克哈爾在第一季第13集結尾處出演一名自稱是席維斯特·班柏頓的男子。

### 勞倫斯·克羅克／運動大師
「運動大師」勞倫斯·克羅克（Lawrence "Crusher" Crock / Sportsmaster）由尼爾·霍普金斯飾演。他是不義協會成員，以各種運動器具為武器。勞倫斯在藍谷經營體育用品商店。他是阿提米丝·克羅克的父親。

### 寶拉·布魯克斯／虎女
「虎女」寶拉·布魯克斯（Paula Brooks / Tigress）由喬伊·奧斯曼斯基飾演。她是不義協會成員，極具攻擊性。寶拉是藍谷高中的體育老師，阿提米丝·克羅克的母親。

## 常設角色
| 演员            | 演员     | 角色                      | 角色   | 登场季数        | 登场季数        |
| 譯名            | 英語     | 譯名                      | 英語   | 1               | 2               |
| --------------- | -------- | ------------------------- | ------ | --------------- | --------------- |
| 亨利·托馬斯     |          | 查爾斯·麥克奈德／午夜神醫 |        | 常設            | 不適用          |
| 艾力克斯·柯林斯 |          | 查爾斯·麥克奈德／午夜神醫 | 不適用 | 常設            |                 |
| 阿什莉·溫芙蕾   |          | 珍妮·威廉姆斯             |        | 常設            | 客串            |
| 史黛拉·史密斯   |          | 阿提米絲·克羅克           |        | 常設            | 常設            |
| 艾瑞克·戈斯     |          | 史蒂文·夏普／賭徒         |        | 常設            | Does not appear |
| 漢娜·克汗       |          | 安娜雅·博溫               |        | 常設            | 客串            |
| 馬克·阿什沃斯   |          | 賈斯汀／光輝騎士          |        | 常設            | Does not appear |
| 馬克斯·弗朗茲   |          | 艾薩克·博溫               |        | 常設            | 常設            |
| 山姆·布魯克斯   |          | 崔維斯·湯瑪斯             |        | 常設            | Does not appear |
| 賈森·賈巴爾     |          | 布萊恩·坦納·巴洛德        |        | 常設            | 客串            |
| 尼爾森·李       |          | 伊藤四朗／龍王            |        | 常設            | 客串            |
| 伊莎·彭里約     |          | 珍妮-林恩·海登            |        | Does not appear | 常設            |
| 乔纳森·凯克     |          | 理查·斯威夫特／陰影       |        | 替身            | 常設            |
| 阿爾科亞·布倫森 |          | 霹靂傑金                  |        | Does not appear | 常設            |
| 電腦成像        | 電腦成像 | 所羅門·格蘭迪             |        | 常設            | 常設            |

### 查爾斯·麥克奈德／午夜神醫
「午夜神醫」查爾斯·麥克奈德（Charles McNider / Doctor Mid-Nite）在第一季中由亨利·托馬斯飾演，第二季中由艾力克斯·柯林斯（Alex Collins）飾演。他是第一代美國正義協會成員。

### 珍妮·威廉姆斯
珍妮·威廉姆斯（Jenny Williams）由阿什莉·溫芙蕾（Ashley Winfrey）飾演。她是藍谷高中的學生，辛迪·伯曼的好友，學校啦啦隊的副隊長。

### 阿提米絲·克羅克
阿提米絲·克羅克（Artemis Crock）由史黛拉·史密斯（Stella Smith）飾演。她是「運動大師」勞倫斯·克羅克和「虎女」寶拉·布魯克斯的女兒，藍谷高中的明星運動員。

### 史蒂文·夏普／賭徒
「賭徒」史蒂文·夏普（Steven Sharpe / Gambler）由艾瑞克·戈斯飾演。他是不義協會成員，戰略大師，擅長欺詐。他是「美國夢」公司的首席財務官。

### 安娜雅·博溫
安娜雅·博溫（Anaya Bowin）由漢娜·克汗飾演。她是藍谷高中的校長，小提琴家，艾薩克·博溫的母親，不義協會的秘密成員。

### 賈斯汀／光輝騎士
「光輝騎士」賈斯汀（Justin / Shining Knight）由馬克·阿什沃斯飾演。他是在藍谷高中工作的神秘清潔員。

### 艾薩克·博溫
艾薩克·博溫（Isaac Bowin）由馬克斯·弗朗茲（Max Frantz）飾演。他是藍谷高中的學生，安娜雅·博溫的兒子。

### 崔維斯·湯瑪斯
崔維斯·湯瑪斯（Travis Thomas）由山姆·布魯克斯（Sam Brooks）飾演。他是藍谷高中的學生，小亨利的朋友。

### 布萊恩·坦納·巴洛德
布萊恩·坦納·巴洛德（Brian Tanner Balloid）由賈森·賈巴爾（Jasun Jabbar）飾演。他是藍谷高中的運動員，小亨利的朋友。

### 伊藤四朗／龍王
「龍王」伊藤四朗（Dr. Shiro Ito / Dragon King）由尼爾森·李飾演。他是不義協會成員，辛迪·伯曼的父親，頗具爭議的科學家。始終將臉隱藏在面罩之下。他原是第二次世界大戰中日本帝國的戰犯，據稱已被處決，卻秘密加入不義協會。

### 珍妮-林恩·海登
珍妮-林恩·海登（Jennie-Lynn Hayden）由伊莎·彭里約（Ysa Penarejo）飾演。她是「綠光戰警」艾倫·史考特的女兒。

### 理查·斯威夫特／陰影
「陰影」理查·斯威夫特（Richard Swift / The Shade）由乔纳森·凯克饰演。他是永生的超級反派，能夠產生以及控制陰影。他曾是不義協會成員，認為「冰柱」喬丹·馬肯特嘗試推進的「新美國」計劃十分愚蠢，因此離開不義協會。「新美國」計劃被正義協會破壞之後，陰影再次出現。

### 霹靂傑金
霹靂傑金（Jakeem Thunder）由阿爾科亞·布倫森飾演。他是麥克·杜根的好友。

### 所羅門·格蘭迪
所羅門·格蘭迪（Solomon Grundy）出現於影集之中，由電腦成像製作而成。它是不義協會成員。

## 客串角色

### 第一季引入角色

#### 威廉·扎瑞克／術士
「術士」威廉·扎瑞克（William Zarick / Wizard）由喬·克內澤維奇（Joe Knezevich）飾演。他是不義協會成員，擅長使用魔法，藍谷的一名議員。

#### 雷克斯·泰勒／時俠
「時俠」雷克斯·泰勒（Rex Tyler / Hourman）由小盧·弗里基諾飾演。他是第一代美國正義協會成員，瑞克·泰勒的父親，他發明能夠使身體獲得超級力量的沙漏，每天最多使用一個小時。

#### 泰德·格蘭特／野貓
「野貓」泰德·格蘭特（Ted Grant / Wildcat）由布瑞恩·斯塔夫（Brian Stapf）飾演。他是第一代美國正義協會成員。

#### 喬什·哈曼
喬什·哈曼（Josh Hamman）由克里斯蒂安·亞當（Christian Adam）飾演。他是藍谷高中的學生。

#### 丹妮絲·扎瑞克
丹妮絲·扎瑞克（Denise Zarick）由辛西婭·伊凡（Cynthia Evans）飾演。她是威廉·扎瑞克的妻子，乔伊的媽媽。

#### 馬特·哈里斯
馬特·哈里斯（Matt Harris）由亞當·奧爾德克斯（Adam Aalderks）飾演。他是雷克斯·泰勒妻子溫蒂的兄弟，瑞克·泰勒的舅舅。雷克斯夫婦被不義協會殺害之後，馬特成為瑞克的監護人，但是在瑞克成長期間不斷虐待他。

#### 山姆·庫蒂斯
山姆·庫蒂斯（Sam Kurtis）由吉歐夫·斯圖茲飾演。他是寇特妮的生父，芭芭拉的前男友，失踪十年後收到芭芭拉的電子郵件，因此來到藍谷見到寇特妮。

### 第二季引入角色

#### 蕾貝卡·麥克奈德
蕾貝卡·麥克奈德（Rebecca McNider）由奧利夫·阿伯克隆比（Olive Abercrombie）飾演。她是查爾斯·麥克奈德的女兒，年幼時成為天蝕的受害者。

#### 保羅·戴辛格
保羅·戴辛格（Paul Deisinger）由藍迪·哈文斯（Randy Havens）飾演。他是藍谷高中的藝術老師，在暑期課程上教導寇特妮、尤蘭達和瑞克。

#### 霹靂強尼
霹靂強尼（Johnny Thunder）由伊桑·恩布里飾演。他是第一代美國正義協會成員，能夠召喚出粉色筆中的霹靂精靈雷霆。

#### 雷霆
雷霆（Thunderbolt）由吉姆·加菲根聲演。他是一個五維度的霹靂精靈，藏身於粉色筆中。他原是霹靂強尼的搭檔，被麥克·杜根召喚出之後，成為霹靂傑金的搭檔。

#### 傑伊·蓋瑞克／閃電俠
傑伊·蓋瑞克／閃電俠（Jay Garrick / The Flash）由約翰·衛斯理·席普飾演。他是初代美國正義協會的成員，擁有超級速度。約翰·衛斯理·席普此前在綠箭宇宙相關影集《閃電俠》中出演該角色。

#### 布魯斯·高登
布魯斯·高登（Bruce Gordon）由傑森·戴維斯（Jason Davis）飾演。他是考古學家，在迪亚波罗岛（Diablo Island）上發現包含天蝕的黑寶石。

## 客串聯合出演

### 第一季引入角色

#### 乔伊·扎瑞克
乔伊·扎瑞克（Joey Zarick）由威爾·杜斯納（Wil Deusner）飾演。他是威廉·扎瑞克的兒子，寇特妮的同學，喜歡變魔術。

#### 瑪麗亞·卡門·薩拉維亞
瑪麗亞·卡門·薩拉維亞（Maria Carmen Saravia）由瑪麗亞·薩格（Maria Sager）飾演。她是瑞奇餐廳的服務生，在第二季中成為尤蘭達的同事。

#### 約書亞·哈曼
約書亞·哈曼（Joshua Hamman）由克里斯汀·亞當（Christian Adam）飾演。他是藍谷高中的極客學生，經常成為其他學生的霸凌對象。

#### 布麗姬·查佩
布麗姬·查佩（Bridget Chapel）由克朗·摩爾飾演。她是貝絲·查佩的母親，藍谷醫療中心的醫生。

#### 詹姆斯·查佩
詹姆斯·查佩（James Chapel）由吉爾伯特·格倫·布朗（Gilbert Glenn Brown）飾演。他是貝絲·查佩的父親，布麗姬的丈夫，就職於「美國夢」公司。

#### 波比·伯曼
波比·伯曼（Bobbie Burman）由蕾莎·威爾遜（Lesa Wilson）飾演。她是「龍王」伊藤四朗的妻子，辛迪·伯曼的繼母。

#### 索夫斯·馬肯特
索夫斯·馬肯特（Sofus Mahkent）由吉姆·法蘭西（Jim France）飾演。他是喬丹的父親，卡梅倫的祖父，支持推進「新美國」計劃。

#### 莉莉·馬肯特
莉莉·馬肯特（Lily Mahkent）由凱·加爾文（Kay Galvin）飾演。她是喬丹的母親，卡梅倫的祖母，支持推進「新美國」計劃。

#### 艾力克斯·蒙特斯
艾力克斯·蒙特斯（Alex Montez）由喬納森·布蘭科（Jonathan Blanco）飾演。他是尤蘭達的弟弟。

#### 瑪麗亞·蒙特斯
瑪麗亞·蒙特斯（Maria Montez）由基凱伊·卡斯蒂略（Kikey Castillo）飾演。她是尤蘭達的母親，信奉天主教。

#### 胡安·蒙特斯
胡安·蒙特斯（Juan Montez）由威爾莫·卡德隆飾演。他是尤蘭達的父親。

#### 齊克
齊克（Zeek）由金·奧爾巴（King Orba）飾演。他是廢品回收廠的店主，帕特·杜根在尋找廢舊金屬時與他結識。

### 第二季引入角色

#### 哈羅德·謝爾曼
哈羅德·謝爾曼（Harold Sherman）由泰維恩·惠特（Tywayne Wheatt）飾演。他接替安娜雅·博溫成為藍谷高中的校長。

#### 瑪拉·麥克奈德
瑪拉·麥克奈德（Myra McNider）由艾米莉·丹露帕（Emily Dunlop）飾演。她是蕾貝卡的母親，查爾斯·麥克奈德的妻子。

#### 伍茲老師
伍茲老師（Miss Woods）由黛博拉·鮑曼（Deborah Bowman）飾演。她是藍谷高中的老師。

#### 蘇珊娜·伊藤
蘇珊娜·伊藤（Suzanne Ito）由露娜·蕭（Luna Tieu）飾演。她是辛迪·伯曼的生母，伊藤四朗的前妻。

#### 暴脾氣的喬
暴脾氣的喬（Grumpy Joe）由格雷戈里·诺夫（Gregory Knowow）飾演。他是瑞奇餐廳的顧客。

#### 托馬斯神父
托馬斯神父（Father Thomas）由肯尼·阿方索（Kenny Alfonso）飾演。他是藍谷教堂的神父。

## 備註
1. ↑  天蝕（英语：Eclipso）出現於第一季的第十三集《星星與星條（下）》，由未署名的演員聲演。
2. ↑  陰影（英语：Shade (character)）出現於第一季的第十三集《星星與星條（下）》，由未署名的演員飾演。

## 資料來源
1. ↑  Morrison, Matt. . Screen Rant. 2021-11-03  [2021-11-14]. （原始内容存档于2022-03-30） （美国英语）.
2. ↑  Boucher, Geoff. . Deadline Hollywood. 2018-09-20  [2018-12-17]. （原始内容存档于2020-04-22） （美国英语）.
3. 1 2 3 4 5  Schedeen, Jesse. . IGN. 2020-03-31  [2020-04-02]. （原始内容存档于2020-04-02） （美国英语）.
4. 1 2  Petski, Denise. . Deadline Hollywood. 2018-11-29  [2018-12-17]. （原始内容存档于2018-11-30） （美国英语）.
5. 1 2 3 4 5 6 7  Wang, K.L. Connie. . Parade. 2020-05-19  [2020-05-22]. （原始内容存档于2020-05-22） （美国英语）.
6. ↑  Burlingame, Russ. . Comicbook.com. 2018-11-02  [2018-12-17]. （原始内容存档于2018-11-02） （美国英语）.
7. ↑  Petski, Denise. . deadline. 2019-02-21  [2019-03-28]. （原始内容存档于2019-02-22） （美国英语）.
8. 1 2 3 4  Boucher, Geoff. . deadline. 2019-02-22  [2019-03-28]. （原始内容存档于2019-11-08） （美国英语）.
9. 1 2  Boucher, Geoff. . deadline. 2019-02-04  [2019-03-28]. （原始内容存档于2019-11-02） （美国英语）.
10. ↑  . The CW Press.   [2020-04-25]. （原始内容存档于2020-04-25） （美国英语）.
11. ↑  Hatchett, Keisha. . TV Guide. 2020-06-03  [2020-06-04]. （原始内容存档于2020-06-04） （美国英语）.
12. ↑  Damore, Meagan. . Comic Book Resources. 2020-05-17  [2020-05-30]. （原始内容存档于2020-05-30） （美国英语）.
13. ↑  Beedle, Tim. . DC漫畫. 2019-01-07  [2019-01-09]. （原始内容存档于2019-01-09） （美国英语）.
14. ↑  . The CW Press.   [2020-04-25]. （原始内容存档于2020-04-25） （美国英语）.
15. 1 2  Petski, Denise. . Deadline Hollywood. 2020-10-26  [2020-10-26]. （原始内容存档于2020-10-26） （美国英语）.
16. ↑  Turchiano, Danielle. . 2018-12-12  [2018-12-17]. （原始内容存档于2018-12-15） （美国英语）.
17. ↑  Mitovitch, Matt Webb. . TVLine. 2020-08-10  [2020-08-11]. （原始内容存档于2020-08-11） （美国英语）.
18. 1 2 3  Boucher, Geoff. . Deadline Hollywood. 2018-12-20  [2019-01-13]. （原始内容存档于2018-12-21） （美国英语）.
19. ↑  Agard, Chancellor. . 2018-12-17  [2018-12-19]. （原始内容存档于2018-12-18） （美国英语）.
20. ↑  Petski, Denise. . Deadline Hollywood. 2019-04-17  [2019-04-17]. （原始内容存档于2019-04-17） （美国英语）.
21. ↑  Behbakht, Andy. . Screen Rant. 2020-03-20  [2020-05-22]. （原始内容存档于2020-03-22） （美国英语）.
22. ↑  Zalban, Alex. . Decider. 2020-05-19  [2020-05-23]. （原始内容存档于2020-05-23） （美国英语）.
23. ↑  Damore, Meagan. . Comic Book Resources. 2020-06-30  [2020-07-01]. （原始内容存档于2020-07-01） （美国英语）.
24. ↑  Bucksbaum, Sydney. . Entertainment Weekly. 2021-06-14  [2021-08-11]. （原始内容存档于2021-07-13） （美国英语）. 参数|newspaper=与模板{{cite web}}不匹配（建议改用{{cite news}}或|website=） (帮助)
25. ↑  Zalben, Alex. . Decider. 2020-11-19  [2020-11-20]. （原始内容存档于2020-12-08） （美国英语）.
26. ↑  Stone, Sam. . Comic Book Resources. 2020-02-04  [2020-05-20]. （原始内容存档于2020-02-05） （美国英语）.
27. ↑  Alexander, Susannah. . Digital Spy. 2020-05-05  [2020-05-22]. （原始内容存档于2020-05-15） （美国英语）.
28. ↑  Polito, Thomas. . 2018-12-13  [2018-12-17]. （原始内容存档于2018-12-17） （美国英语）.
29. ↑  Polito, Thomas. . 2018-12-13  [2018-12-17]. （原始内容存档于2018-12-17） （美国英语）.
30. ↑  Siede, Caroline. . The A.V. Club. 2020-07-27  [2020-07-30]. （原始内容存档于2020-07-29） （美国英语）.
31. ↑  Schmidt, Jk. . Comicbook.com. 2020-11-05  [2020-11-06]. （原始内容存档于2020-11-24） （美国英语）.
32. ↑  Bucksbaum, Sydney. . Entertainment Weekly. 2021-02-18  [2021-02-18]. （原始内容存档于2021-03-06） （美国英语）.